# لیپه ارتیس
لیپه ارتیس (اسپانیایی: Felip Ortiz‎؛ زادهٔ ۲۷ آوریل ۱۹۷۷) بازیکن فوتبال اهل اسپانیا بود.
از باشگاه‌هایی که در آن بازی کرده‌است می‌توان به باشگاه فوتبال بارسلونا بی، باشگاه فوتبال بارسلونا سی، باشگاه خیمناستیک تاراگونا، و باشگاه فوتبال بارسلونا اشاره کرد.
وی همچنین در تیم‌های ملی فوتبال زیر ۲۰ سال اسپانیا و زیر ۲۱ سال اسپانیا بازی کرده‌است.